# Краснокиївка
Красноки́ївка (каз. Краснокиев) — село у складі Тайиншинського району Північноказахстанської області Казахстану. Входить до складу Донецького сільського округу, раніше було центром ліквідованої Краснокиївської сільської ради.
Населення — 343 особи (2021; 512 у 2009, 620 у 1999, 750 у 1989).
Національний склад станом на 1989 рік:
- поляки — 58 %.